# Liste der denkmalgeschützten Objekte in Ferndorf (Kärnten)
Die Liste der denkmalgeschützten Objekte in Ferndorf enthält die 2 denkmalgeschützten, unbeweglichen Objekte der Gemeinde Ferndorf.

## Denkmäler
| Foto |                 | Denkmal                                                                  | Standort                                | Beschreibung | Metadaten |
| ---- | --------------- | ------------------------------------------------------------------------ | --------------------------------------- | --- | --- |
| ja   | Datei hochladen | Kath. Filialkirche hl. Jakob HERIS-ID: 57679 Objekt-ID: 67941            | bei Sankt Jakob 8 Standort KG: Ferndorf | Die kleine, gotische Kirche Sankt Jakob wurde urkundlich zum ersten Mal 1406 erwähnt. Das schindelgedeckte Gebäude besitzt einen östlichen, mit einem Pyramidenhelm versehenen, Dachreiter aus Holz, sowie eine westliche Vorlaube. Durch das spitzbogige Westportal gelangt man in das zweijochige, mit einer flachen, hölzernen Felderdecke versehene, Langhaus. In den einzelnen Feldern der Decke sind Rosetten eingebrannt. Die Kirche besitzt eine hölzerne Westempore. Das Langhaus mündet über einen spitzbogigen Triumphbogen in den eingezogenen, niedrigen, mit Spitzbogenfenstern versehenen Quadratchor. Der Chor ist kreuzgratgewölbt. Der kleine gotische Flügelaltar mit Astwerk geschmückt, wurde zwischen 1515 und 1520 von der Villacher Werkstätte geschaffen. Er ist mittlerweile stark restauriert. Im Schrein befindet sich eine Figur des Kirchenpatrons hl. Jakobus der Ältere. Die inneren Flügelreliefs zeigen die hll. Petrus und Paulus. An der Außenseite der Flügel befindet sich eine gemalte Darstellung der Verkündigung Marias. Der Aufsatz zeigt eine halbfigurige Darstellung des Schmerzensmannes. Der linke Seitenaltar ist wie der rechte einfach gehalten und von Säulen eingerahmt. Er ist mit der Jahreszahl 1756 bezeichnet. Auf seinem Altarblatt ist die Heilige Familie dargestellt. Der rechte Seitenaltar ist mit 1702 bezeichnet und zeigt im Altarblatt die Madonna mit Kind (nach einer Vorlage Anfang des 16. Jahrhunderts). | BDA-Hist.: Q38077858 Status: § 2a Stand der BDA-Liste: 2025-06-30 Name: Kath. Filialkirche hl. Jakob GstNr.: .68 Filialkirche St. Jakob ob Ferndorf          |
| ja   | Datei hochladen | Kath. Pfarrkirche hl. Paul und Friedhof HERIS-ID: 57678 Objekt-ID: 67940 | Sankt Paul Standort KG: Ferndorf        | Die dem hl. Paul geweihte Pfarrkirche wurde urkundlich erstmals 1438 erwähnt. Sie besitzt ein barockes Langhaus mit barocken Fenstern aus dem 18. Jahrhundert und einen gotischen Chor mit Spitzbogenfenstern aus dem 14. Jahrhundert. An der Außenwand des Chores befinden sich vier gestufte Strebepfeiler und eine sich nördlich anschließende, im Inneren kreuzgratgewölbte, Sakristei. Der Spitzhelm des hölzernen Dachreiters ist mit Schindeln gedeckt. Das zweijochige Langhaus ist mit einer neuen, hölzernen Flachdecke versehen. Die ebenfalls neue Westempore besteht aus Beton und besitzt eine flache Unterdecke sowie eine Holzbalustrade. Das Langhaus mündet über einen spitzbogigen Triumphbogen in den einjochigen Chor. Der Chor weist einen 5/8-Schluss sowie ein Kreuzrippengewölbe auf. In ihm befinden sich 1970 freigelegte frühgotische Wand- und Gewölbemalereien vom Anfang des 14. Jahrhunderts. In den durch die Gewölbe entstehenden Bogenfeldern unter den rundbogigen Arkaden befinden sich je drei Apostelfiguren und darüber je zwei stehende Heilige. Im Gewölbe selbst und in der Laibung des Triumphbogens ist die frühgotische Malerei in Form von Ranken und Ornamenten ausgestaltet. Der Chor war ursprünglich gänzlich mit Dekorationen ausgemalt, die um 1600 entstanden. Bis auf Reste hinter dem Hochaltar wurde diese 1970 entfernt. Unter der Tünche der Triumphbogenwand befinden sich noch weitere Wandbilder. Der Hochaltar ist am Tabernakel mit der Jahreszahl 1700 bezeichnet und besitzt gedrehte Säulen sowie Akanthusschmuck. Die bemerkenswerte Sitzfigur des Kirchenpatrons stammt vom Ende des 15. Jahrhunderts. Im Aufsatz befindet sich eine Figur des hl. Sebastians, seitlich Engelsfiguren. Das Bild des linken Seitenaltars zeigt die Verkündigung und im Aufsatz die Geburt Christi; das Bild des rechten Seitenaltars die Krönung Marias und im Aufsatz die hll. Georg und Florian. Das Vortragekreuz wurde in der ersten Hälfte des 18. Jahrhunderts hergestellt. | BDA-Hist.: Q38077848 Status: § 2a Stand der BDA-Liste: 2025-06-30 Name: Kath. Pfarrkirche hl. Paul und Friedhof GstNr.: .55 Pfarrkirche St. Paul ob Ferndorf |